# Brigadir (Slovenska vojska)
Brigadir je visoki vojaški čin v uporabi v Slovenski vojski (SV). Trenutno je najvišji častniški čin, medtem ko je bil nekaj časa najnižji generalski čin. Brigadir SV je tako nadrejen polkovniku in podrejen generalmajorju. Ustreza mu mornariški čin kapitana.

## Zgodovina
Čin je bil uveden leta 1993 kot najnižji generalski čin. Z reformo činov leta 1995 pa je bil čin degradiran v najvišji častniški čin. 
Ker pa ima po reformi leta 2002 Slovenska vojska le tri generalske čine (general, generalpodpolkovnik in generalmajor), brigadir sodi v četrti najvišji razred Natovega standarda STANAG 2116 OF-6, ki pa je že najnižji generalski čin.. Posledično prihaja do napačnih primerjav s častniki drugih oboroženih sil Nata v istem razredu, saj so slednji generali.

## Oznaka
Oznaka čina je sestavljena iz dveh, med seboj povezanih ploščic. Na večji je lipov list, obkrožen z oljčnim vencem. Na manjši, ožji ploščici pa se nahaja en lipov list.
Leta 2006 so častniki SV poslali anonimno pismo predsedniku Slovenije in vrhovnemu poveljniku Janezu Drnovšku, v katerem so ga med drugim opozorili, da Anton Krkovič uporablja ameriško oznako čina brigadnega generala (ena srebrna zvezdica) v nasprotju s predpisi.

## Zakonodaja
Brigadirje imenuje minister za obrambo Republike Slovenije na predlog načelnika Generalštaba Slovenske vojske.
Vojaška oseba lahko napreduje v čin generalmajorja, »če je s činom polkovnik razporejen na dolžnost, za katero se zahteva čin brigadirja ter je to dolžnost opravljal najmanj eno leto s službeno oceno odličen«.
Brigadirska sablja
V skladu s Pravilnikom o priznanjih Ministrstva za obrambo dobi vojaška oseba ob povišanju v čin brigadirja tudi veliko sabljo Ministrstva za obrambo.

## Seznam
Prvi brigadir Slovenske vojske je bil Anton Krkovič. Alenka Ermenc je bila 13. maja 2011 kot prva ženska pripadnica povišana v čin brigadirja.